# Il principe ranocchio (film 1971)
Il principe ranocchio (The Frog Prince) è uno speciale televisivo del 1971 prodotto e diretto da Jim Henson. Adattamento dell'omonima fiaba dei fratelli Grimm, il mediometraggio fu prodotto dalla Muppets negli Stati Uniti e dalla Robert Lawrence Productions in Canada, e vede la partecipazione dei Muppet creati da Henson, tra cui Kermit la rana e, nella loro prima apparizione, Robin la rana e Sweetums.
Lo speciale fu trasmesso per la prima volta sulla CBS l'11 maggio 1971. L'edizione italiana fu trasmessa il giorno di Natale del 1973 sul Programma Nazionale.

## Trama
Kermit e diverse altre rane siedono attorno a un pozzo, quando appare una piccola rana che si presenta come Sir Robin il Coraggioso, spiegando di essere in realtà un principe. Racconta di aver combattuto contro un orco e di essere stato trasformato in rana da una strega, che gli disse che l'unico modo per rompere l'incantesimo era essere baciato da una principessa. Lì vicino, le rane sentono re Rupert II proclamare che si ritirerà da re quel pomeriggio e che sua figlia, la principessa Bellina, sarà incoronata regina. Mentre Robin è emozionato per l'opportunità di tornare alla sua forma umana, Kermit e le altre rane esortano con le loro canzoni i semplici piaceri della vita da rana.
Bellina giunge al pozzo e Robin scopre che la principessa è vittima di un incantesimo che impedisce a chiunque di capire ciò che dice. Bellina cerca di spiegare a suo padre che l'incantesimo le è stato lanciato da sua zia Taminella, ma invano. Mentre Bellina è seduta vicino al pozzo, le cade accidentalmente una palla in acqua, e Robin la recupera in cambio di un invito a palazzo da parte di Bellina. A palazzo, Bellina parla con Taminella mentre Robin si nasconde nel suo cesto. Robin chiede a Bellina di baciarlo, spiegandole che può capire le sue parole.
Taminella irrompe, riconosce Robin e intima a Bellina di non baciarlo, mandandola via. Mentre è sola con Robin, Taminella rivela il suo piano di darlo in pasto all'orco. In seguito Robin spiega a Bellina di sapere che Taminella l'ha incantata quando ha scoperto che è una strega, impedendole di rivelarlo. Bellina rivela a Robin l'unico modo per distruggere il potere di Taminella, ma Robin non capisce e i due vengono interrotti ancora una volta da Taminella.
Rupert, Taminella, Bellina e Robin si riuniscono per un banchetto, in cui Rupert racconta di aver incontrato Taminella nel bosco e lei, riconoscendolo come il re, si era presentata come la sua sorella perduta da tempo, mentre Taminella rivela a Bellina di aver accettato di salire al trono al suo posto. Dopo il banchetto, Taminella porta Robin in una gabbia nella prigione e lo dà da mangiare a Sweetums, l'orco. Robin evita di essere mangiato cullando Sweetums con una ninna nanna. Kermit arriva per liberare Robin, ma non riesce ad aprire la sua gabbia, finché non la fa aprire a Sweetums nel sonno.
Kermit e Robin scappano giusto in tempo per interrompere l'incoronazione. In mezzo al caos, Robin capisce che ciò che Bellina gli aveva chiesto era di rompere la sfera nel manico del bastone di Taminella, e ci riesce mordendola sul braccio. Senza il suo potere, Taminella si trasforma in un uccello e vola via. L'incantesimo di Bellina si spezza e lei bacia Robin, che si trasforma di nuovo in un principe. Bellina viene incoronata regina, e i due si sposano e hanno un figlio.

## Edizioni home video
Lo speciale fu distribuito in VHS, Betamax e LaserDisc in America del Nord dalla WDTNT nel 1983. Una nuova edizione VHS fu distribuita dalla Buena Vista Home Video nel 1994.